# مجمع تكرير باراجوانا
مجمع مصفاة باراجوانا هو مجمع لتكرير النفط الخام في فنزويلا . يعتبر ثالث أكبر مجمع تكرير في العالم، بعد مصفاة جامناجار (الهند) مصفاة يولسان (كوريا الجنوبية). تم إنشاء مجمع مصفاة باراجوانا بواسطة دمج مصفاة اموي ومصفاة باجو الكبرى ومصفاة كارادون. لا يزال مجمع مصفاة باراجوانا هو أكبر مصفاة في نصف الكرة الغربي.  اعتبارًا من عام 2012 ، قامت بتكرير 955 ألف برميل لكل يوم (151,800 م3/ي) .  ويقع المجمع في شبه جزيرة باراجوانا في ولاية فالكون (أموي وكاردون المصافي) والساحل الغربي من بحيرة ماراكايبو في ولاية زوليا (مصفاة باجو غراندي).  يمثل المجمع 71٪ من طاقة التكرير لفنزويلا وهي تابعة لشركة النفط الوطنية الفنزويلية المملوكة للدولة. 

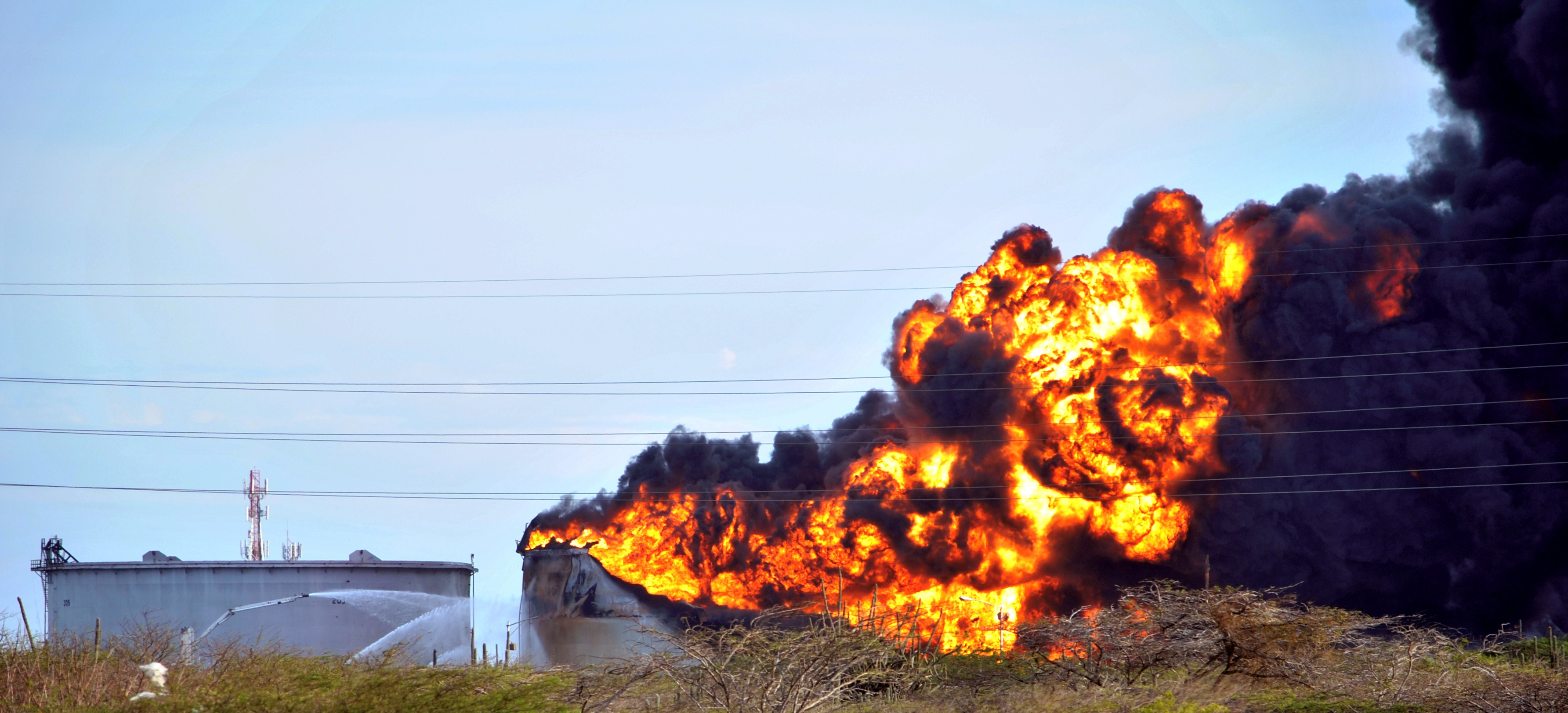
النار تمسك في النفط بعد انفجار مصفاة.

## مواقع
| اسم               | إحداثيات                                      |
| ----------------- | --------------------------------------------- |
| مصفاة أموي        | 11°44′27″N 70°12′33″W / 11.74083°N 70.20917°W |
| مصفاة كاردون      | 11°38′02″N 70°13′15″W / 11.63389°N 70.22083°W |
| مصفاة باجو غراندي | 10°30′16″N 71°38′21″W / 10.50444°N 71.63917°W |

## روابط خارجية
- PDVSA - بيتروليوس دي فنزويلا